# Велике равнице
Велике равнице (енгл. Great Plains) представљају континуирано равничарско подручје у централним деловима Северне Америке састављено од бројних прерија, степа и других облика травнатих подручја. Обухватају подручје између реке Мисисипи на истоку и Стеновитих планина на западу, укупне површине око 1,3 милиона километара квадратних. На југу се протежу до леве обале реке Рио Гранде.  
На територији Канаде Велике равнице се протежу дуж све три преријске провинције, Саскачеван, Алберту и Манитобу, док се на подручју Сједињених Држава протежу преко савезних држава Северна и Јужна Дакота, Колорадо, Канзас, Монтана, Небраска, Оклахома, Тексас, Вајоминг и Нови Мексико. 
Са надморским висинама до максималних 1.000 метара подручје је познато и као највећа континуирана пољопривредна површина на свету.

## Клима
Већи део Великих равница има полупустињску климу, са екстремним температурама и ретким али непредвидивим падавинама. У већем делу овог региона полусува клима не обезбеђује довољно влаге за раст дрвећа, тако да преовлађују травнате области – прерије. Међутим у канадским државама Алберта и Северозападне територије лета су краћа и осетно свежија, па и поред недовољних падавина, испаравање је спорије тако да то омогућује раст дрвећа углавном четинара.

## Геологија
Већи део Великих равница некада је било покривено огромним морем, а наталожени остаци чине стеновити слој који лежи испод земљине површине.
Велика равница била је највећа површина пашњака на свету на којима су пасла огромна стада бизона чији се број процењивао на преко 50 милиона. Већину пашњака одликује богат, плодан горњи слој земље који су фармери од 19. века наовамо веома експлоатисали. Године претеране обраде земље и недовољног ђубрења довели су до стварања велике неплодне области – када је плодно земљиште еродирало.

## Привреда
Модерна обрада земље и наводњавање враћају у ову област ратарство (узгајају се раж, јечам, луцерка и пшеница) заједно са узгајањем огромних стада говеда. Више од 75% светског извоза пшенице произведено је у овој области. Такође, овде се и налазе и велике наслаге угља, а има и нафте, природног гаса, сумпора, калијум карбоната.

## Становништво
Око 15 милиона људи живи у овој области, од тога око 5 милиона у Канадском делу, а око 10 милиона у Америчком делу Великих равница.
Највећи градови су:
- У Канади: 
  - Калгари (990.000 становника)
  - Едмонтон (967.000)
  - Винипег (685.000)

- У САД:
  - Денвер (2.000.000)
  - Сан Антонио (1.500.000)
  - Оклахома (1.000.000)

## Употреба
Термин „Велике равнице“ се користи у Сједињеним Државама да опише пододељак још веће физиографске поделе Унутрашње равнице, која покрива већи део унутрашњости Северне Америке. Такође је значајан као регион људске географије, који се односи на Индијанце равнице или државе равнице.
У Канади се овај израз ретко користи; Природни ресурси Канаде, владино одељење одговорно за званично мапирање, третира унутрашње равнице као једну целину која се састоји од неколико повезаних висоравни и равница. У Атласу Канаде не постоји регион који се назива „Велике равнице“. У смислу људске географије, термин прерија се чешће користи у Канади, а регион је познат као Канадске прерије, преријске провинције или једноставно „прерије“.
Северноамерички атлас животне средини, који је израдила Комисија за сарадњу у области животне средине, агенције NAFTA састављене од географских агенција мексичке, америчке и канадске владе, користи „Велике равнице“ као екорегион који је синоним за доминантне прерије и травњаке, а не као физиографски регион дефинисан топографијом. Екорегион Великих равница обухвата пет подрегиона: умерене прерије, западно-централне полусушне прерије, јужно-централне полусушне прерије, обалске равнице Тексас-Луизијане и полусушне равнице Тамаулипас-Тексас, које се преклапају или проширују са другим ознакама Велике равнице.

## Величина
Регион обухвата растојање од око 500 mi (800 km) од истока према западу и 2.000 mi (3.200 km) од севера према југу. Већи део региона био је дом америчких бизона све док нису били скоро изумрли током средине/позног 19. века. Он има површину од приближно 500.000 sq mi (1.300.000 km2). Ова дефиниција је, међутим, првенствено еколошка, а не физиографска. Бореалне равнице западне Канаде физиографски су исте, али се разликују по изгледу тундре и шума (а не травњака).
Термин „Велике равнице“, за регион западно од око 96. меридијана и источно од Стеновитих планина, није се генерално користио пре почетка 20. века. Студија Невина Фенемана из 1916. „Физиографска потподела Сједињених Држава” донела је термин Велике равнице у ширу употребу. Пре тога се регион скоро увек звао Високе равнице, за разлику од нижих преријских равница у државама Средњег Запада. Данас се термин „Високе равнице“ користи за подрегион Великих равница. Термин је и даље мало коришћен у Канади у поређењу са уобичајенијим, „прерија”.

## Енергија ветра
Велике равнице значајно доприносе убирању енергије ветра у Сједињеним Државама. Т. Бун Пикенс је развио ветроелектране након каријере као извршни директор у нафтној индустрији и позвао је САД да уложе билион долара за изградњу додатних 200.000 MW енергије ветра у равницама као део Пикенсовог плана. Он је навео Свитвотер у Тексасу као пример економске ревитализације вођене развојем енергије ветра.